# Lukas Nielsen
Lukas Fredrik Christian Nielsen (født 23. december 1884 i Malmø, død 29. april 1964 i København) var en dansk gymnast, som deltog i OL 1908 og 1912. 

## Gymnastikkarriere
Ved legene i 1908 i London var Lukas Nielsen del af det hold, der opnåede en fjerdeplads i holdgymnastik, og fire år senere vandt han sammen med 19 andre danske deltagere bronzemedalje i holdgymnastik efter frit system. Holdet kæmpede med fire andre om placeringerne, og her vandt Norge med 22,85 point foran Finland med 21,85 og Danmarks 21,25.